# یاسو تاکاموری
یاسو تاکاموری (به انگلیسی: Yasuo Takamori) بازیکن فوتبال اهل ژاپن و عضو تیم ملی فوتبال ژاپن است که در تاریخ ۰۲ ژانویه ۱۹۵۵ میلادی اولین بازی ملی‌اش را انجام داد. او در ۳۰ بازی ملی حضور داشت و آخرین بازی ملی خود را در تاریخ ۱۵ اوت ۱۹۶۳ میلادی انجام داد. یاسو تاکاموری در بازی‌های ملی‌اش
گلی به ثمر نرساند.